# Fabien Moris
Fabien Moris, né le 23 octobre 1917 à Paris et mort le 27 mars 1997 à Marseille à l'hôpital d'instruction des armées Laveran, est un sous-officier français. Engagé volontaire dès 18 ans dans la cavalerie à cheval, au 20e régiment de dragons, il devient spécialiste des transmissions radio. Les Transmissions constitueront le fil conducteur de toute sa carrière militaire. Dans le cadre du second conflit mondial, il participe à la bataille de France en 1940, au débarquement de Provence et à la campagne de France 1944-1945. Il participe également aux campagnes d'Indochine et d'Algérie. En parallèle de ses engagements militaires, il tente d'embrasser une carrière artistique comme parolier de chansons françaises, encouragé par ses débuts au Music-hall dès son plus jeune âge. En effet, en 1929 et 1930, lui et son frère cadet, sous le nom des Guett's brothers, sont à l'affiche au Palace dans la revue Paris-Madrid avec en vedette  Raquel Meller  et au Casino de Paris dans la revue Paris-Miss avec en vedette Mistinguett.

## Biographie
Roger, Fabien, Pierre, Théophile Moris est né le 23 octobre 1917 au 19 place Saint Pierre, à Montmartre  dans le 18e arrondissement de Paris. Il est décédé à Marseille le 27 mars 1997 à l'Hôpital d'instruction des armées Laveran. Il est le fils d'Edmond Moris, commerçant, décédé à Cannes le 22 septembre 1924, dans un accident de la route (fabien Moris est alors âgé de 7 ans) et de Renée Saffroy son épouse, décédée à Neuilly-sur-Marne le 20 février 1967.
Il a été marié plusieurs fois et n'a pas eu d'enfants.

## Jeunesse: des feux de la rampe au métier des armes
Fabien Moris est issu, par son père, d'une ancienne famille de militaires et par sa mère d'une famille d'entrepreneurs et de commerçants.
Il est par sa grand-mère paternelle (née Petit de Gatines), un des descendants de François René Cailloux dit Pouget, général français de la Révolution et de l’Empire. Son grand père paternel, Charles Emile Moris était capitaine d'infanterie.
Son oncle, Théophile Paul Emile Moris, lieutenant au 28e régiment d'infanterie a été tué en Belgique, le 22 août 1914, lors de la bataille de Charleroi.
Un autre de ses oncles, Albert Emile Gabriel Moris était capitaine et pilote de l'escadrille MF 8. Le 16 mai 1915, il réussit à rejoindre miraculeusement sa base alors que son appareil a été gravement endommagé par les tirs ennemis. Criblé de près de 400 impacts de balles et d'éclats d'obus, son biplan sera exposé dans la cour d'honneur des Invalides. Le 25 mai de la même année, blessé en vol, il pose son avion endommagé derrière les lignes allemandes et sera capturé et interné en Allemagne jusqu'à la fin du conflit.
Enfin son père, Edmond Moris, a été engagé volontaire en 1904 dans le 5e régiment de cuirassier puis dans la réserve à partir d'octobre 1908. Mobilisé en 1914, il participe au conflit au sein du 14 régiment de chasseurs à cheval.
Son arrière grand-père maternel, Pierre Ernest Saffroy, installé à Paris au 54 rue du Temple, est fabricant de bourses, porte-monnaies et maroquinerie. Il inventera les fermetures à boules pour porte-monnaies et laissera un confortable héritage dont continueront de bénéficier ses descendants dont Renée Saffroy, mère de Fabien.
Son grand père maternel, Ernest Saffroy est banquier, puis mandataire en fonds de commerce
Enfin sa mère, Renée Saffroy, n'est autre que l'aventurière renée Saffroy, veuve Moris, alias la marquise de Rozycki qui défraiera pendant plusieurs années les chroniques mondaines et ensuite judiciaires de l'entre-deux-guerres.
Après le décès de son père, sa mère et son nouveau compagnon achètent le château de la Guette en Seine-et-Marne ou elle monte une ferme modèle, qu'un ministre de l'agriculture vint inaugurer et ou se tenait régulièrement de nombreuses fêtes et galas.Ayant ouvert à Paris un magasin de dégustation pour les produits de son domaine, sa mère reçoit fréquemment des personnalités du monde du théâtre et du music-hall parmi lesquelles Mistinguett, Henri Varna, Oscar Dufrenne, etc,. Lors d'une visite au château de la Guette Henri Varna, directeur de plusieurs salles de spectacles parisiennes, découvre Fabien Moris et son frère cadet, qui élevés au sein du domaine, pratiquent l'escrime, la boxe, montent à cheval, étudient la diction et le chant. Il les engage et prennent le nom des Guett's brothers,,. En 1929 et 1930, Fabien Moris et son frère, sont à l'affiche au Palace dans la revue de music-hall Paris-Madrid avec en vedette  Raquel Meller  et au Casino de Paris dans la revue de music-hall "Paris-Miss" avec Mistinguett  en vedette. Les deux enfants prodiges et leurs apparitions dans différents tableaux des deux revues s'attirent alors les éloges de la presse.
Sa mère a aussi l'ambition d'acquérir un théâtre parisien. Elle aura toutefois présumé de ses capacités financières et n'arriva pas à ses fins malgré les tentatives d'achats de plusieurs salles. en 1932, au décès de son compagnon, le domaine de la Guette est vendu pour éponger une partie des dettes
Elle sillonne alors la France entière accompagnée de ses enfants, mène grand train, fin de vouloir acheter châteaux et domaines en vente, descend dans les meilleurs hôtels, séjourne plusieurs semaines voire plusieurs mois, entreprend des travaux, paie à crédit les commerçants, et disparaît ensuite, laissant derrière elle, de nombreuses notes impayées,. Cette folle aventure lui vaudra plusieurs procès et condamnations. Fin 1934, Fabien Moris et son frère cadet sont sous la menace d'un placement à l'assistance publique. Interrogé par un journaliste du Petit Parisien sur les affaires judiciaires de sa mère et sur son avenir personnel, il répond sans fanfaronnade « ... Le nom de mes aïeux, le baron Pouget est inscrit sur l'Arc de Triomphe. Plusieurs de mes oncles ont été colonels... Je veux faire mon chemin ; je veux vivre ma vie ; je veux travailler. Ah. si je pouvais m'engager dans la cavalerie, mais je n'ai que dix-sept ans... Et puis c'est mon frère qui me cause du souci. Pour rien au monde je ne veux l'abandonner ».
Son plus jeune frère est pris en charge par leur ancienne gouvernante. Lui, trouve un emploi de contrôleur dans un cinéma de Dijon et attend ses 18 ans pour s'engager dans le métier des armes.

## Carrière militaire
Le 26 décembre 1935 il s'engage à l'intendance militaire de Dijon et rejoint le 20e régiment de Dragons  qui est une unité de cavalerie cantonnée à Limoges. Il suit ainsi l'exemple de son père qui, 30 ans auparavant, s'était engagé volontaire au titre du 5e régiment de cuirassiers. Il est nommé Brigadier chef le 8 octobre 1937 et admis dans le cadre des spécialistes Transmissions le 1er janvier 1939. Les Transmissions constitueront le fil conducteur de toute sa carrière militaire au cours des vingt années qui suivront.

À la mobilisation de 1939, il rejoint, avec le 2e escadron à cheval du 20e régiment de Dragons, le 27e Groupe de Reconnaissance de Division d'Infanterie (27e GRDI) rattachée à la 21e division d'infanterie. Le 17 juin 1940, il est fait prisonnier mais réussit trois jours plus tard à s'évader et à rejoindre son unité à Limoges. Ce comportement lui vaut une lettre de félicitation du général de Division, commandant supérieur des Transmissions. « Pour l’initiative et l'audace dont il a fait preuve en s'évadant.  Échapper à l’ennemi au péril de sa vie afin de continuer à servir son pays est une marque de caractère et de courage digne d'être louée et citée en exemple (N. 272 H/3 - général de Division CDT supérieurs des T.M.). » En juillet 1940, il est nommé au grade de maréchal des logis et affecté  successivement au 18e dragons (qui deviendra le 6e Cuirassiers) puis au 7e régiment des chasseurs à cheval à Nimes. Il rejoint en janvier 1941, comme spécialiste des transmissions, le 3e Régiment de Spahis Marocains (armée d'Afrique) à Meknes (Maroc). Son escadron sera intégré  dans le 10e Groupe Autonome Porté de Chasseurs d'Afrique (10e GAPCA) jusqu'en février 1943, date de sa dissolution et devient le 11e groupe du 6e Régiment des Chasseurs d'Afrique (6e RCA). 

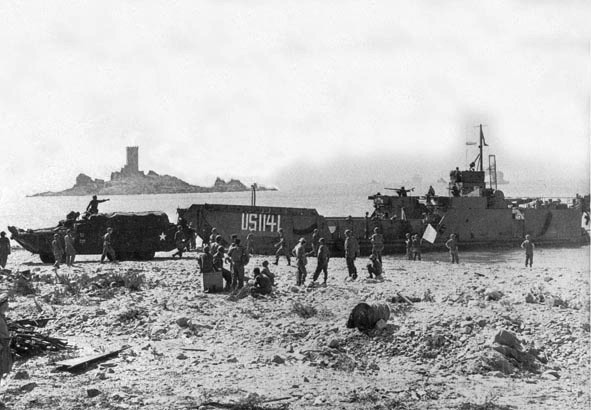
Barge de débarquement sur la plage du Dramont lors de l'opération Dragoon (ici le LCT US 1141 le 15 août 1944)

Dans le cadre de la constitution de la Première armée française commandée par le général de Lattre de Tassigny, il est affecté en juillet 1944, au Groupe radio de l’État Major de la 5e division blindée (5 DB) qui prépare son débarquement en Provence. Le 14 septembre 1944, il embarque à Oran (Maroc) pour Fréjus (Var) à bord de la barge de débarquement LCT - US 1141. Entre septembre 1944 et mars 1945 Il participe avec la 5e division blindée (5 DB) aux différents mouvements et combats pour la libération du territoire français : combats dans les Vosges et campagne d'Allemagne,,. En juillet 1945, il est nommé adjudant et est muté à l'appui aérien (6e bureau de l’État Major de la 5 DB). Le 27 mars 1946, arrivé en fin de contrat, il est démobilisé et se retire à Strasbourg. 

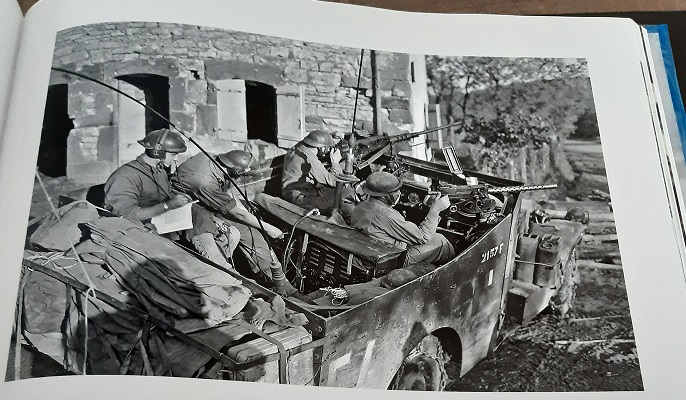
En patrouille à bord d'un scout-car en octobre 1944, en région Franche-Comté. Ouvrage "Ana ! Frères d’armes marocains dans les deux guerres mondiales", Ed. 2014, p. 383.

Le 1er février 1947 il se réengage au titre du 18e régiment de Transmissions : Détaché l'EFOR De Mutzig jusqu'en juin 1947, il est en suite affecté à la 75e compagnie de Transmissions à Bayonne (25e division aéroportée). D'avril 1949 à janvier 1952, il occupe plusieurs postes en région parisienne en particulier au titre du service technique des installations et l'exploitation des Transmissions. Arrivé en fin fin de contrat le 31/01/1952, il se retire à Pau.
Il se réengage en juin 1954, au titre de la 341e Compagnie De Transmissions Parachutistes qui fournit les spécialistes des transmissions aux unités aéroportées du corps expéditionnaire français en Indochine. Il embarque pour l'Indochine à Marseille le 12 août 1954 à bord de l'AthosII et est affecté à la 72e compagnie coloniale de transmissions (CCT). À la dissolution de cette unité il est transféré au 811e Bataillon de Transmissions et à partir de juillet 1955 au BT 821/5 (détachement Transmissions du 9e Régiment de tirailleurs Marocains) jusqu'en avril 1956, date de son retour en France (embarqué le 11 mars 1956 sur le Paolo Toscanelli),.
En novembre 1956, il est mis à la disposition du commandement des Transmissions en Afrique du Nord et rejoint la 60e compagnie de transmissions (CT) de la 10e division parachutiste pour participer à l'encadrement du détachement de la maintenance de la compagnie. il rejoint Alger en janvier 1957 et est affecté, à partir de juin 1957, à la 75e compagnie de Transmissions (25e division parachutiste). Il reste rattaché à cette unité jusqu'en octobre 1959. Il écrira les paroles de la Marche de la 25e division parachutiste (mis en musique par le Capitaine Dalenne),. Le 23 octobre 1959 marque la fin de ses engagements militaires. Il est alors âgé de 42 ans.

## Parolier de chansons françaises

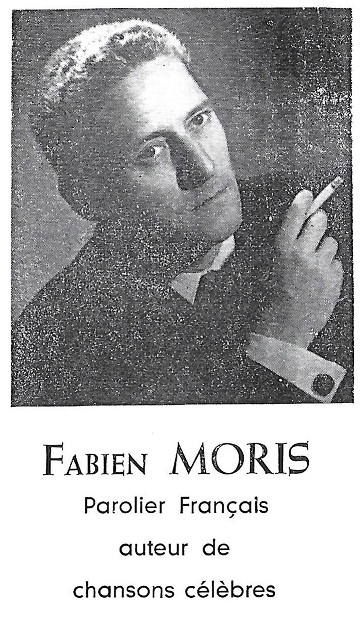
Fabien MORIS- Parolier - non daté

À plusieurs occasions, en parallèle de sa carrière militaire, il renoue avec ses premières expériences de music-hall et sous le nom de « Fabien Moris » ou encore « Claude Fabien », il écrit les paroles de nombreuses chansons romantiques ainsi que plusieurs textes en rapport avec son engagement militaire, comme les paroles du chant de Marche de la 25e division parachutiste et la chanson Pour être Para,.

## Les dernières années
De retour à la vie civile, il occupe plusieurs emplois de commercial sur Marseille et sa région. Fabien Moris décède à Marseille le 27 mars 1997 à l'Hôpital d'instruction des armées Laveran. Il est inhumé au cimetière du Canet à Marseille.

## Œuvres principales
- Marche de la 25e Division Parachutiste[26],[27], paroles adjudant Moris, musique Capitaine Dalenne
- Pour être Para, paroles Adjudant Moris, musique capitaine Jean D'Ably
- Ce cher Séraphin, paroles Claude Fabien (12/01/1951)
- Douce, douce, doucette, paroles Claude Fabien, musique rené Cousinier (SACEM 23/08/1951)
- C'est fête à Bayonne, paroles Claude Fabien, musique rené Cousinier (SACEM 31/05/1951)
- La valse de Paname, paroles Claude Fabien, musique rené Cousinier (SACEM 07/08/1951)
- Dans les rues de Paris, paroles Claude Fabien, (sujet examen d’admission à la SACEM 3/11/1951)
- Vestiaire, paroles Claude Fabien, musique rené Cousinier (SACEM 20/12/1951)
- La ronde des cœurs, paroles Fabien Moris
- Le nez sur la vitre, paroles de Moris
- Je ne sais plus rien, paroles Fabien Moris, musique Gigi Gelmini
- Frimoussette, paroles Claude Fabien
- Te souvient-il ? paroles de Claude Fabien
- Ne te joue pas de moi, paroles Fabien, Moris, musique Fernand Bekand
- Je t'ai aimé, paroles Fabien Moris
- Si tu savais, paroles Fabien Moris, musique Gigi Gelmini
- Ni quand, ni pourquoi, ni comment ! paroles Claude Fabien
- Loin vers le nord, paroles Claude Fabien
- Bergeronnette, paroles Fabien Moris
- Madame Solange, paroles Claude Fabien
- Toi, paroles Fabien Moris, musique Elio Mauro
- Dans un rayon de soleil, paroles Fabien Moris
- Si tu voulais, paroles Fabien Moris
- Ah mes amis quelle fille, paroles Fabien Moris, musique michel XX (SACEM 28/07/1961)
- Oh... Liban paroles Claude Fabien, musique Bill Hammani (SACEM 15/03/1962)
- Je ne t'ai rien demandé, paroles Fabien Moris
- Bergeronnette, paroles Claude Fabien

## Principales décorations et médailles commémoratives
- Médaille militaire[20],[28],
- Croix du combattant 39-45,
- Médaille d'Outre-Mer,
- Médaille de la France libérée,
- Médaille commémorative française de la guerre 1939-1945,
- Médaille commémorative de la campagne d'Indochine,
- Médaille commémorative des opérations de sécurité et de maintien de l'ordre,

## Principales unités militaires
- 20e régiment de dragons (Limoges)
- 27e groupe de reconnaissance de division d'infanterie (bataille de France 1940)
- 18e régiment de dragons / 6e cuirassiers
- 7e régiment de chasseurs à cheval (Nimes)
- 3e régiment de spahis marocains (Meknes)
- 10e Groupe Autonome Porté de Chasseurs d'Afrique (Meknes)
- 6e cuirassiers
- Groupe radio État Major de la 5e Division Blindé (campagne de France 1944-1945)
- 18e régiment de Transmissions (Détaché l'EFOR De Mutzig)
- 75e compagnie de Transmissions (Bayonne)
- 341e Compagnie De Transmissions Parachutistes (Bayonne)
- Service technique des installations et l'exploitation des Transmissions (région parisienne)
- 72e compagnie coloniale de transmissions  (Saïgon)
- 811e Bataillon de Transmissions (Saïgon)
- 9e régiment de tirailleurs marocains (Détachement Transmissions, Saïgon)
- 60e compagnie de Transmissions (Alger)
- 75e compagnie de Transmissions (Philipeville, Tebessa)